# 日新町 (東京都府中市)
日新町（にっしんちょう）は、東京都府中市の町名。現行行政地名は日新町1丁目から5丁目。なお府中市では市内全域で住居表示を実施していない。郵便番号は183-0036。

## 地理
府中市の南部に位置し、国立市との市境に接する。東側で分梅町、西側で国立市泉、南側で四谷・住吉町、北側で本宿町・西府町・国立市谷保に接する。

### 特色
1丁目のほぼ全域が日本電気府中事業所の敷地であり、町域面積の約3分の1を同社府中事業所が占める。
それ以外の2丁目から5丁目の地域は、戦後に都心へのベッドタウンとして宅地化が進み、かつての水田や果樹園は激減して住宅街が広がっている。
多摩川流域でも海水域に生息する貝の化石がみられることからもわかるように、現在の府中市一帯は100万年前は海であった。多摩川は氾濫によりたびたび流路を変え、その過程で河岸段丘が形成された。府中市全体が多摩川の河岸段丘の上に位置し、南部の多摩川沿いは「多摩川低地」、武蔵国国府があった市の中央部は「立川段丘」、北部の小金井市・国分寺市との市境付近は「武蔵野段丘」と、多摩川より南から北へ順に標高（海抜）が高くなる。立川段丘と武蔵野段丘の間には国分寺崖線があり、地元では「ハケ」または「ママ」と呼ばれ湧水がみられる。日新町は、府中市南部の四谷、住吉町、南町と同様に「多摩川低地」に属する。

## 歴史
現在の府中市には大化の改新以来、武蔵国国府が置かれ古代から栄えてきた。武家社会に入ると、鎌倉時代末期には合戦場となり、江戸時代には甲州街道の宿場町として、また明治以降は北多摩郡の郡役所が置かれ、長い歴史を通して多摩地域の中心であった。
大正期から昭和初期の府中には、関東大震災での被災や東京市の人口増加により、多磨霊園、東京競馬場、府中刑務所、東京農工大学（当時は東京高等農林学校）といった大規模施設が建設された。1937年（昭和12年）には日中戦争が勃発し、府中に軍需工場が相次いで建設された。1941年（昭和16年）には東芝府中事業所（当時は芝浦製作所、現：東芝町）が操業開始した。また同時期には1938年（昭和13年）に日本製鋼所東京製作所（当時は武蔵製作所、現：日鋼町）が起工、1941年（昭和16年）に操業開始した（1985年閉鎖、現在の府中インテリジェントパーク）。こうして、かつては武蔵国国府として栄えた府中は工業都市として変貌を遂げてゆくこととなる。
第二次世界大戦後の1954年（昭和29年）4月1日には、府中町・多磨村・西府村の1町2村が合併し、市制施行して府中市が発足した。
しかし市中心部から離れた当地一帯は、戦後も典型的な武蔵野の農村であり、稲作や多摩川梨の栽培などが行われていた。現在の日新町は、江戸時代には本宿村および四ツ谷村に属し、元の小字は一里塚、蕨島、南原、南新田、北通などであった。日本電気府中事業所の敷地内には、江戸時代の旧甲州街道の8里目を示す「本宿一里塚」跡が残されている。また敷地内には町内で唯一「府中名木百選」に選定された古木もある。
1964年（昭和39年）5月、日本電気府中事業所が開設。三田、玉川、相模原に続く第4の事業所として、現在の日新町1丁目に新設された。当地は元は本宿町の一部であったが、日本電気府中事業所が誘致されたことで町丁が分けられ、翌1965年（昭和40年）11月1日に府中市日新町が成立した。町名「日新町」は「日本電気」の新工場を意味するとともに「日々新たに」を意味する漢詩から引用し、町の将来の発展を願って命名された瑞祥地名である。
日本電気府中事業所の新設当時は、周囲は人家もまばらな田園地帯であったが、同事業所の進出により、敷地内にはNECグループ企業の本社や事業所も多数置かれるようになり、かつての農村から工業の拠点として変貌を遂げることとなった。また日本電気府中事業所敷地北側に沿って「市川緑道親水路」が整備された。
日本電気府中事業所は、2011年（平成23年）には東京都から「優良特定地球温暖化対策事業所」の準トップ認定を取得した。2013年（平成25年）には事業所内に人工衛星の組立や試験を行う工場を新設し、日本初の人工衛星「おおすみ」、小惑星探査機「はやぶさ2」などの開発を当地で進めてきた。さらに敷地内には準天頂衛星システムに関する事業を行う「準天頂衛星システムサービス株式会社」本社が置かれ、準天頂衛星システム「みちびき」の研究開発事業を進めている。

## 小・中学校の学区
市内の公立小・中学校に通学する場合の学区は以下のとおり。
- 府中市立府中第五小学校（本宿町1-37）
  - 1丁目：全域
  - 2丁目24（の6）、25（の3）、26、27（の8）、28 - 30、31（の5 - 13）、32、33（の5）、38（の11）、39、40以外の地域
  - 3丁目14（の3）、15、16（の7、11、12）、18（の5 - 10、12 - 19、21、22、29、35、41、42）以外の地域

- 府中市立日新小学校（日新町5-22）
  - 2丁目24（の6）、25（の3）、26、27（の8）、28 - 30、31（の5 - 13）、32、33（の5）、38（の11）、39、40
  - 3丁目14（の3）、15、16（の7、11、12）、18（の5 - 10、12 - 19、21、22、29、35、41、42）
  - 4丁目（全域）
  - 5丁目（全域）

- 府中市立府中第八中学校（四谷1-2827）
  - 4丁目46
  - 5丁目1 - 21以外の地域

- 府中市立府中第十中学校（西府町4-21）
  - 1丁目（全域）
  - 2丁目（全域）
  - 3丁目（全域）
  - 4丁目46以外の地域
  - 5丁目1 - 21

## 施設
1丁目
- 日本電気府中事業所敷地内 - 1丁目10番地
  - 日本電気府中ファシリティマネジメント事業部[20]
  - NECスペーステクノロジー本社[21]
  - 日本電気航空宇宙システム本社[22]
  - 準天頂衛星システムサービス株式会社 本社[16][18]
  - NECネットワーク・センサ 本社・府中事業所[23]
  - NECライベックス 西関東オフィス[24]
  - 日通NECロジスティクス 府中支店[25]
  - 高橋搬送企業株式会社 府中営業所（人材派遣業、日本電気・日本電気関連企業の取引会社）[26]
  - 日本電気 府中寮
- その他の施設
  - ヤマト運輸 府中美好センター - 1丁目3番地17

2 - 5丁目
- 東京都立府中西高等学校 - 4丁目
- マクドナルド 四谷橋通り府中店 - 2丁目
- コメリハード&グリーン 府中日新店 - 3丁目
- ワークマンプラス 府中日新店 - 3丁目
- 府中・国立メモリアルパーク（霊園）- 4丁目
- 日新稲荷神社 - 3丁目、「谷保天満宮発祥之地」とある[6]
- 日新町公園 - 3丁目
- 日新町第2公園 - 5丁目

## 交通

### 鉄道
| 隣接する街区の駅                                |
| ----------------------------------------------- |
| 南武線 - 西府駅(JN 22) 京王線 - 中河原駅(KO 26) |

- 町域内に鉄道駅はない。1丁目と2丁目では西府駅が徒歩圏だが、それ以外の地域では路線バスで中河原駅を利用するのが一般的である。

### バス
- 京王バス 中02・中03系統 - 中河原駅を起点に、日新町を経由して国立市内の「都営泉二丁目」までを結ぶ。
  - かつては日本電気府中事業所への通勤路線として多数の一般路線バスが運行されていたが、西府駅の開業により廃止または大幅減便された。
- ちゅうバス 四谷六丁目ルート - 中河原駅を起終点として、日新町・四谷地区を循環する。
  - ちゅうバスでは唯一府中駅を起終点としない路線であり、西府駅開業前に運行されていた京王バスの一般路線バスの廃止代替として新設された。

### 道路
- 中央自動車道
  - 国立府中インターチェンジ - 町域の一部にかかる。
  - 中央道側道 - 中央自動車道に沿った一般道。
- 東京都道18号府中町田線（鎌倉街道）
- 東京都道20号・神奈川県道525号府中相模原線（野猿街道）
- 日新通り
- 日新四谷通り
- くすのき通り